# Paulette Dubost
Paulette Dubost (París, 8 d'octubre 1910- Longjumeau, 21 de setembre 2010) era una actriu francesa.

## Biografia
Filla d'un enginyer del Gaz i d'una cantant d'Òpera Còmica, Paulette va entrar als 7 anys a l'Opéra de París com petit rat. Quan tenia 14 anys, el financer Serge Alexandre Stavisky es va enamorar d'ella (10 anys més tard, serà víctima d'una mort sospitosa amb relació a un cèlebre escàndol financer).
Als 17 anys, va passar a l'opereta i va interpretar durant dos anys Les Aventures du roi Pausole als Bouffes Parisencs amb Simone Simon, Edwige Feuillère, Viviane Romance… Abans de passar al cinema, serà encara als escenaris amb Bonsoir als Folies-Wagram i Mon amant à la Potinière.
En destacaven la seva mirada maliciosa i la seva veu acidulada, i des de 1930 treballa en el cinema, destacant en Hôtel du Nord de Marcel Carné i encadena papers amb Jacques Tourneur, Jean Renoir, André Cayatte, Gilles Grangier, Max Ophüls.
Es va casar amb a Oujda amb André Ostertag al 24 de desembre de 1936, a l'estrena La Petite Sauvage i tenia una filla amb ell en el 1942. Es va divorciar el 1944. Tot i això, va tenir igualment una llarga carrera cinematogràfica: va treballar en aproximadament 160 pel·lícules, sense comptar les sèries i els telefilms produïts per a la televisió.
Va treballar amb molts grans actors, com Viviane Romance, Fernandel, Bourvil, Jean Gabin, Albert Préjean, Danielle Darrieux, Louis de Funès, Jean Marais, Annie Girardot, Jeanne Moreau, Jacques Villeret, Brigitte Bardot, Pierre Mondy, Arletty, Michel Simon, Francis Perrin, Philippe Noiret, Michel Piccoli, Michel Serrault, Catherine Deneuve, Martine Carol, Maggie Cheung, Darry Cowl, Nathalie Boutefeu, Marc Citti, Michel Galabru, Gert Fröbe, etc.
El 1992, va publicar un llibre de records titulat C'est court la vie.
En el 2007, va rodar la seva última pel·lícula, al costat de Daniel Prévost en el curtmetratge d'Alexandre Moix, Currículum. Hi interpretava una noia de companyia maltractada en un joc televisat on els candidats s'enfronten per trobar un treball.
El 2008, va recitar un poema d'Arthur Rimbaud per a l'àlbum Hommage de didgeridoo. No va ser mai premiada per a la seva carrera.
Els 17 gener i 28 febrer 2010, va ser convidada per Michel Drucker al programa Vivement dimanche  per a la seva llarga carrera.
En el 21 de setembre del 2011, va morir a Longjumeau.

## Filmografia completa
- 1926 Nana de Jean Renoir figurant
- 1930 J'ai quelque chose à vous dire -curt- de Marc Allégret - La donzella
- 1931 L'Amoureuse Aventure de Wilhelm Thiele
- 1931 Le Bal de Wilhelm Thiele - La clienta
- 1931 Service de nuit o Théodore est fatigué o Les Nuits de papa d'Henri Fescourt - La doneta
- 1931 Un chien qui rapporte de Jean Choux – Una inquilina
- 1931 Un coup de téléphone de Georges Lacombe - Clara
- 1932 À moi le jour, à toi la nuit o Le Lit de Madame Ledoux de Ludwig Berger i Claude Heymann - La col·lega de Juliette
- 1932 Le Champion du régiment de Henry Wulschleger - Radada
- 1932 L'Homme qui ne sait pas dire non de Heinz Hilpert
- 1932 Le Martyre de l'obèse de Pierre Chenal - Babette
- 1932 Paris soleil de Jean Hémard
- 1932 Rivaux de la piste de Serge de Poligny – Una amiga de Hanni
- 1932 Stupéfiants de Kurt Gerron i Roger Le Bon
- 1932 L'Enfant de ma sœur de Henry Wulschleger
- 1932 Un homme sans nom de Gustav Ucicky i Roger Le Bon
- 1932 Vous serez ma femme o Pour voir Adrienne, L'Esbrouffeur de Serge de Poligny - Annette
- 1932 En plein dans le mille -migmetratge- d'André Chotin - Paulette
- 1932 La Jeune Fille d'en face -curt- de Marc Didier - La noia
- 1932 La Maison hantée -curt- de Roger Capellani
- 1932 Riri et Nono amoureux -curt- de Marc Didier
- 1932 Riri et Nono chez les pur-sang o Quand on est veinard -curt- de Roger Capellani
- 1932 Riri et Nono se débrouillent -migmetratge- de Marc Didier
- 1933 Cette nuit-là de Mark Sorkim - Alice
- 1933 Dans les rues de Victor Trivas - Pauline
- 1933 Le Fakir du grand-hôtel de Pierre Billon - Estelle
- 1933 Georges et Georgette de Reinhold Schünzel i Roger Le Bon - Lilian
- 1933 L'Ordonnance de Victor Tourjansky - Marie
- 1933 Pour être aimé de Jacques Tourneur - Maryse
- 1933 Prince des Six Jours de Robert Vernay – Mona la ballarina
- 1933 Une fois dans la vie o La Ronde des millions de Max de Vaucorbeil - Josette
- 1933 Les Vingt-huit jours de Clairette d'André Hugon - Nichette
- 1933 Vive la compagnie de Claude Moulins - Françoise Martin
- 1933 Noces et banquets -migmetratge- de Roger Capellani
- 1933 La Tête de veau o On déjeune à midi -curt- d'Emil-Edwin Reinert
- 1934 L'Auberge du petit dragon de Jean de Limur - Marie
- 1934 Le Billet de mille de Marc Didier
- 1934 La Caserne en folie de Maurice Cammage - Louisette
- 1934 La Cinquième Empreinte o Lilas blanc de Karl Anton - Lucie Cavalier
- 1934 Le Comte Obligado de Léon Mathot - Mitaine
- 1934 Jeunesse de Georges Lacombe - Gisèle
- 1934 Le Roi des Champs-Élysées de Max Nosseck - Germaine
- 1934 Studio à louer o Spiritisme -migmetratge- de Jean-Louis Bouquet
- 1934 Un cas de nullité -curt- direcció anònima
- 1935 Le Bébé de l'escadron o Quand la vie était belle de René Sti - Anaïs Blachin
- 1935 Le Bonheur de Marcel L'Herbier - Louise
- 1935 Ferdinand le noceur de René Sti - Paulette Fourageot
- 1935 La Petite Sauvage o Cupidon au pensionnat de Jean de Limur - Paulette
- 1935 La Rosière des halles de Jean de Limur - Célestine
- 1935 Le Siège arrière o J'ai perdu la patronne -curt- de Emil-Edwin Reinert
- 1936 La Brigade en jupons de Jean de Limur - Paulette
- 1936 La Reine des resquilleuses de Max Glass i Marco de Gastyne
- 1937 Le Mensonge de Nina Petrovna de Victor Tourjansky - Lotte
- 1937 Titin des Martigues de René Pujol - Yvette
- 1938 L'Ange que j'ai vendu de Michel Bernheim - Esther Baronski
- 1938 Barnabé d'Alexander Esway - Rose
- 1938 Les Femmes collantes de Pierre Caron
- 1938 Hôtel du Nord de Marcel Carné - Ginette, la dona de Pròsper
- 1939 Le Paradis des voleurs o Escapade, Avec les chevaux de bois de L.C Marsoudet - Paulette
- 1939 La Règle du jeu de Jean Renoir - Lisette, la camerista
- 1939 Bécassine de Pierre Caron - Bécassine
- 1941 Opéra-Musette de René Lefèvre i Claude Renoir - Jeanne
- 1943 Adrien o Le Bar du soleil de Fernandel - Arlette
- 1943 Le Bal des passants o Le Camélia blanc de Guillaume Radot
- 1943 Je suis avec toi d'Henri Decoin - La telefonista
- 1944 Farandole d'André Zwobada - La prostituta
- 1945 Au petit bonheur de Marcel L'Herbier - Brigitte Ancelin
- 1945 Roger la Honte d'André Cayatte - Victoire
- 1946 Ploum, ploum, tra-la-la o De porte en porte de Robert Hennion - Germaine
- 1946 Plume la poule de Walter Kapps
- 1946 La Revanche de Roger la Honte d'André Cayatte - Victoire
- 1946 Six heures à perdre d'Alex Joffé i Jean Levitte - Annette
- 1947 Le Dolmen tragique de Léon Mathot - La vescomtessa de Kerlec
- 1947 Et dix de der de Robert Hennion - Titine
- 1948 Blanc comme neige d'André Berthomieu - Charlotte, la xicota de Léon
- 1948 Le Bal des pompiers d'André Berthomieu - Germaine
- 1948 Ma tante d'Honfleur de René Jayet - Lucette
- 1948 La Dernière Chevauchée o Le Caïd de Léon Mathot - Milouda
- 1949 La Femme nue d'André Berthomieu - Suzon
- 1949 La Petite Chocolatière d'André Berthomieu - Julie
- 1949 Le 84 prend des vacances de Léo Joannon - Paulette
- 1949 Le Roi Pandore d'André Berthomieu - Srta Angèle
- 1949 Tire au flanc de Fernand Rivers - Georgette
- 1950 Uniformes et grandes manœuvres de René Le Hénaff - Alice, la donzella
- 1950 Quatre dans une jeep (Die vier im jeep) de Leopold Lindtberg - Germaine Pasture
- 1951 Le Chéri de sa concierge de René Jayet - Sra Motte, la portera
- 1951 Descendez on vous demande de Jean Laviron - Irène
- 1952 La Fête à Henriette de Julien Duvivier - Virginie, la mare
- 1952 Le Plaisir de Max Ophüls – Fernande
- 1953 Mon frangin du Sénégal de Guy Lacourt - Stéphanie
- 1953 L'Œil en coulisses d'André Berthomieu - Sra Florent
- 1953 La Famille M. Junior de Franz Schnyder
- 1954 Le Mouton à cinq pattes d'Henri Verneuil - Solange Saint-Forget
- 1955 Les Carnets du major Thompson de Preston Sturges - Sra Taupin
- 1955 Ces sacrées vacances de Robert Vernay - Sra Fouleur
- 1955 Lola Montès de Max Ophüls - Joséphine
- 1956 La Joyeuse Prison d'André Berthomieu - Justine Benoît
- 1957 Maigret tend un piège de Jean Delannoy - Mauricette Barberot
- 1957 Sans famille d'André Michel - Mama Barberin
- 1957 Le 10 Mai (Der 10, mai) de Franz Schnyder
- 1958 Taxi, Roulotte et Corrida d'André Hunebelle - Germaine Berger
- 1958 Jeunes filles en uniforme (Mädchen in uniform) de Géza von Radványi - Johanna
- 1959 Soupe au lait de Pierre Chevalier - Sra Berthaut
- 1959 Le Déjeuner sur l'herbe de Jean Renoir - Srta Forestier
- 1959 Le Bossu d'André Hunebelle - Dame Marthe
- 1959 Le Chemin des écoliers de Michel Boisrond - Hélène Michaud
- 1959 Mademoiselle Ange de Géza von Radványi - La mare de Line "Srta Ange"
- 1960 La Française et l'Amour de Michel Boisrond - Sra Tronet a l'sketch: "L'enfance"
- 1960 La Main chaude de Gérard Oury - Lise Lacoste
- 1960 Arrêtez les tambours de Georges Lautner - La vídua
- 1960 La Récréation de François Moreuil i Fabien Colin
- 1960 Tendre et Violente Élisabeth d'Henri Decoin - Sra Lauriston
- 1961 Les Sept Péchés capitaux d'Édouard Molinaro - Sra Jasmin a l'sketch: "L'envie"
- 1961 Seul...à corps perdu de Jean Maley - La serventa
- 1962 La Dérive de Paula Delsol - La mare de Jackie
- 1962 Le Meurtrier de Claude Autant-Lara - Helen Kimmel
- 1962 Les Mystères de Paris d'André Hunebelle - Sra Pipelet
- 1962 Pourquoi Paris ? de Denys de La Patellière - La senyora del gos
- 1963 L'assassin viendra ce soir o "Parfum pour l'au delà" de Jean Maley
- 1963 Maigret voit rouge de Gilles Grangier - La mastressa de l'hotel
- 1963 Peau de banane de Marcel Ophüls - Germaine Bontemps
- 1963 Germinal d'Yves Allégret - La serventa
- 1964 La Chance et l'Amour d'Eric Schlumberger - Amélie Biget a l'sketch: "Les fiancés de la chance"
- 1964 L'Âge ingrat de Gilles Grangier - Françoise Malhouin
- 1965 Humour noir, episodi La Bestiole de Claude Autant-Lara
- 1965 Le Dimanche de la vie de Jean Herman - Sra Bijou
- 1965 Le 17ème ciel o "Une page d'amour", "Un garçon, une fille" de Serge Korber
- 1965 Viva Maria de Louis Malle - Sra Diogène
- 1973 Juliette et Juliette de Remo Forlani - Sra Rosenac
- 1977 La Barricade du point du jour de René Richon - Sra Lapoulle
- 1977 Tendre Poulet de Philippe de Broca - Mamie, la mare de Lise
- 1978 Vas-y maman de Nicole de Buron - La mare de Jean-Pierre
- 1979 La Gueule de l'autre de Pierre Tchernia - Sra Chalebuis
- 1980 On a volé la cuisse de Jupiter de Philippe de Broca - Mamie, la mare de Louise
- 1980 Le dernier métro de François Truffaut - Germaine Fabre
- 1981 La vie continue de Moshé Mizrahi - Elisabeth
- 1982 Le Retour des bidasses en folie de Michel Vocoret - La mare superiora
- 1983 Charlots Connection de Jean Couturier - La que renta la roba
- 1984 La Femme ivoire de Dominique Cheminal - Sra Pujol
- 1985 Cent francs l'amour de Jacques Richard - Gracieuse
- 1987 La Comédie du travail de Luc Moullet, Hassan Ezzedine, Antonietta Pizzorno - La llibrera
- 1988 La Fête à Louisette -curt- d'Alain Pigeaux
- 1989 Feu sur le candidat d'Agnès Delarive - Srta Martinot
- 1990 Milou en mai de Louis Malle - Sra Vieuzac
- 1990 Square du Vert-Galant -curt- de Frédéric Marbœuf
- 1991 Le Jour des rois de Marie-Claude Treilhou - Suzanne
- 1992 Les Mamies d'Annick Lanoë - Victoire
- 1993 Jean Renoir -Documentaire- de David Thompson – Testimoni de P.Dubost
- 1993 Le Roi de Paris de Dominique Maillet - Raymonde
- 1994 Les Cent et Une Nuits de Simon Cinéma d'Agnès Varda - "escena tallada en el muntatge"
- 1994 La Danse du feu (H'Biba M'Sika) de Salma Baccar
- 1994 La Perle noire -curt- de Joseph Kumbela
- 1995 Heurs et malheurs de "La règle du jeu" -Documental- de Christophe Champclaux - Testimoni de P. Dubost
- 1999 Augustin, roi du kung-fu d'Anne Fontaine - Sra Haton
- 2000 Les Savates du bon Dieu de Jean-Claude Brisseau - L'àvia
- 2005 Les Yeux clairs de Jérôme Bonnell - Sra Le Sciellour
- 2007 Curriculum -curt- d'Alexandre Moix - Ginette

## Televisió
- 1952: La Poudre aux yeux de Claude Barma
- 1954: Un homme en or de Jean Kerchbron
- 1958: Le Loup, conte per nens de Jean-Christophe Averty
- 1958 On ne sait jamais de André Leroux
- 1958 La Moustache Les aventures de l'inspecteur Blaise de Vicky Ivernel
- 1958 Château en Espagne de François Gir
- 1959: La Citoyenne de Villirouet de Guy Lessertisseur
- 1959: La Mer qui meurt de André Leroux
- 1961: Le Serum de bonté – Fulletó de 13 episodis de 26mn de Jacques Daniel-Norman - Sra Dupont
- 1962: A la monnaie du pape de Philippe Ducrest
- 1962 La Dame aux camélias de François Gir
- 1962 Les Vignes du seigneur de Jean Kerchbron
- 1962 Nationale 6 de Jean Vernier
- 1963: Janique Aimée - Fulletó en 50 episodis de 13mn de Jean-Pierre Desagnat - Hélène Gauthier
- 1964: Le Bon Numéro de Stellio Lorenzi
- 1965: Madame Jumeau a crié de Jacques Durand - Sra Cornette
- 1965 Le Naïf amoureux de Philippe Ducrest - Tante Adèle
- 1966: Règlements de comptes o Le Cambrioleur - Allo police de Pierre Goutas
- 1966 Vive la vie - Fulletó en 65 episodis de 15mn de Joseph Drimal
- 1967: Ce soir a Samarcande de André Leroux
- 1967 La Merveilleuse Aventure - Ici Interpol de Pierre Laforet
- 1967 Par mesure de silence de Philippe Ducrest
- 1967 Le Petit Café de François Gir
- 1967 Cabochard - Les Créatures du bon Dieu de Jean Laviron
- 1967 Saturnin Belloir - Fulletó en 13 episodis de 25mn de Jacques-Gérard Cornu - Sra Souchet
- 1967 Les Dossiers en vacances: Les gens de maison de Guy Labourasse
- 1968: Le Corso des tireurs (difós en dues parts) de Philippe Ducrest
- 1968 Du vent dans les branches de sassafras de Jacques Duhen
- 1969: Le Curé du village d'Edmond Tyborowski
- 1969 Un monsieur qui attend de Roger Iglésis
- 1969 Les Cabotines
- 1970: Les Violettes d'Agnès Delarive
- 1970: On recherche héritière de Philippe Ducrest
- 1970: La Revanche de Philippe Ducrest
- 1970: Ça vous arrivera demain—Fulletó en 26 episodis de 26mn de Jean Laviron
- 1971: La Possédée d'Éric Le Hung
- 1972: La Tête à l'envers de Jean-Pierre Marchand - La Manou
- 1972 Le Chemin de Pierre - Fulletó en 26 episodis de 13mn de Joseph Drimal – Sra Levasseur
- 1972 Les Dernières Volontés de Richard Lagrange - Fulletó en 30 episodis de 13mn de Roger Burckhardt - Sra Lebrun
- 1973: Catherine o le soir de la Toussaint de Gilles Katz
- 1973 Une atroce petite musique de Georges Lacombe – Sra Carnal
- 1973: Du plomb dans la tête - - Fulletó en 4 episodis de 25mn de Roger Dallier - Tante Lucie
- 1973: Poker d'as - Fulletó en 26 episodis de 13mn de Hubert Cornfield
- 1973: La Feuille de Betel - Fulletó en 4 episodis de 25mn de Odette Collet - Amélie
- 1973: Un certain Richard Dorian - Fulletó en 16 episodis de 13mn de Abder Isker - Sra Bonnefois
- 1974: Un plat qui se mange froid de Joseph Drimal
- 1975: Crise - Fulletó en 20 episodis de 13mn de Pierre Matteuzi - Sra Guyard
- 1975 Jack - Fulletó en 13 episodis de 52mn de Serge Hanin - Sra Moronval
- 1975 Splendeurs et misères des courtisanes - Fulletó en 6 episodis de 90mn de Maurice Cazeneuve - La serventa en els episodis 4-5-6
- 1977: Maigret et monsieur Charles de Jean-Paul Sassy - Louisa
- 1977 la Grande-Duchesse de Gérolsteinlstein (Les Folies d'Offenbach) de Michel Boisrond - Joséphine
- 1977 Le P.D.G (Recherche dans l'intérêt des familles) de Philippe Arnal
- 1977 Rendez-vous en noir - Fulletó en 6 episodis de 52mn de Claude Grinberg
- 1978: À l'ombre d'un soupçon de Jean-Marie Marcel
- 1978 Les Bijoux de Carina de Philippe Ducrest
- 1978 Le Retour de Jean de Robert Guez
- 1978 Thomas Guérin, retraité de Patrick Jamain - La mestressa dels «Flots bleus »
- 1979: Le Bifteck de Jean Brard
- 1979 Jean le Bleu de Hélène Martin - La mare du « Grand d'Espagne »
- 1979 Efficax de Philippe Ducrest - Germaine Simon
- 1979 Les Quatre Cents Coups de Virginie de Bernard Queysanne - La vescomtessa al primer i sisè episodi.
- 1980: La Grossesse de Madame Bracht de Jean-Roger Cadet - Vidua Bracht
- 1980: Le Rond de Joannick Desclercs
- 1980: Louis et Réjane de Philippe Laïk - Rose
- 1980: La Petite Valise de Roger Dallier - Sra Montonnet
- 1980: Les Grands Seconds Rôles -Documental de Aline Tacuorian - Testimoni de P.Dubost
- 1981: Le Boulanger de Suresnes de Jean-Jacques Goron - Sra Martineau, àvia de Richard
- 1981 Un temps ailleurs de Philippe Laïk
- 1981 Les Amours des années grises (La Fontaine des innocents) de Marlène et Stéphane Bertin - Nany
- 1982: Le Cercle fermé de Philippe Ducrest - Lulu
- 1982 Scène de la vie de province - Profession saltimbanque - Une ballade à fort Mahon
- 1983: Les Voyageurs de l'histoire de Jacques Martin
- 1983 Chimare (La vie des autres) de Jean-Pierre Prévost
- 1984: Deux Filles sur un banc de Alain Ferrari – L'àvia
- 1984 Le Mal de Test Au théâtre ce soir de Pierre Sabbagh
- 1984 La Jauneraie (La Vie des autres) de Jean-Pierre Prévost
- 1985: L'Homme des couloirs de Charles L. Bitsch - Clotilde
- 1985: Le Seul Témoin de Jean-Pierre Desagnat
- 1985: Maigret au Picratt's de Philippe Laïk
- 1985: Rancune tenace - Fulletó en 35 episodis de 26 mn- d'Emmanuel Fonlladosa - Antoinette
- 1985: Le Paria - Fulletó en 6 episodis de 52mn- de Denys de La Patellière - Tia Marthe
- 1985: Les Œufs de l'autruche de Josée Dayan
- 1985: Mélanie sans adieu de Daniel Moosmann - Mémé Plantini
- 1985: Tilt de Jean-Pierre Desagnat - Léontine
- 1986: La Saisie (Le Tiroir secret) de Édouard Molinaro
- 1986: L'Enquête (Le Tiroir secret) de Roger Gillioz
- 1986: Top Secret (Le Tiroir secret) de Michel Boisrond
- 1986: La Rencontre (Le Tiroir secret) de Édouard Molinaro
- 1986: La Mise au point (Le Tiroir secret) de Nadine Trintignant
- 1986: Le Retour (Le Tiroir secret) de Michel Boisrond
- 1987: Fauve qui peut (Marc et Sophie) de diversos directors
- 1987 Maigret et la vieille dame de Bagneux de Philippe Laïk - Mme Tellier
- 1988: Maigret et l'inspecteur Malgracieux de Philippe Laïk - La portera
- 1988 Ouvrages de dames d'Emmanuel Fonlladosa
- 1988 L'Enfant et le président
- 1989: L'Amoureux de Madame Maigret de James Thor - Sra Lecuyer
- 1989 La Mort aux truffes (els cinc darrers minuts) de Maurice Frydland - Léontine
- 1989 L'Escalier des fous (Joëlle Mazart - Pause café, pause tendresse) de Serge Leroy – L'àvia
- 1989 Stan, le tueur (Les aventures du commissaire Maigret) de Philippa Laïk - La dona que tricota
- 1990: Ivanov 1990 de Arnaud Sélignac
- 1991: La Mémoire de André Delacroix - La senyora d'edat
- 1992: Intrigues d'Emmanuel Folladosa - Hortense
- 1992 Les Feux de la rampe (els cinc darrers minuts) de Daniel Losset - La senyora del gos
- 1993: Jean Renoir -Documental- de David Thompson - Testimonis
- 1994: Passé composé de Françoise Romand - Sra Desney
- 1996: Le Jour où tout est arrivé (La belle vie: la tribu) de Gérard Marx - Mamé
- 1996 La Vie de château (La belle vie: la tribu) de Gérard Marx – L'àvia
- 1996 Un Chantage en or d'Hugues de Laugardière – L'àvia de Xavier
- 1997: Nanou et Gaëlle de Christine François – L'àvia
- 1997 Niní de Myriam Touzé – L'àvia
- 2000: Duval: Un mort de trop de Daniel Losset - Lucienne

## Teatre
- 1946: Ce soir je suis garçon ! d'Yves Mirande & André Mouëzy-Éon, posada en escena de Jacques Baumer, Théâtre Antoine
- 1963: La Dame aux camélias d'Alexandre Dumas, posada en escena de Jean Leuvrais, Théâtre Sarah-Bernhardt
- 1971: Le Client posada en escena de Jean-Claude Carrière, Théâtre de la Michodière
- 1972: La Langue au chat de Roger Planchon, posada en escena de l'auteur i Gilles Chavassieux, Théâtre national populaire Villeurbanne
- 1986: Gog et Magog posada en escena de Roger Clermont de la novel·la Double Image de Roy Vickers- Teatre Au Sébastopol amb Roger Pierre, Paulette Dubost paper d'Edith Billingsley

## Música
- 2008- Cita del poema Les Parents a l'àlbum homenatge a Arthur Rimbaud realitzat pel compositor / intèrpret de didgeridoo Raphaël Didjaman a l'etiqueta Musical Tribal zik Records